# Monleras
Monleras – gmina w Hiszpanii, w prowincji Salamanka, w Kastylii i León, o powierzchni 32,84 km². W 2011 roku gmina liczyła 256 mieszkańców.